# Липтон куп
Липтон куп или (енгл. Lipton Challenge Cup) је фудбалско такмичење клубова из јужне Италије и Сицилије.. Играло се пре и почетком Првог светског рата, када се фудбал у многим државама тек развијао.
У раним годинама италијанско фудбалско првенство је било ограничено само на клубове са севера Италије, тако да су клубови из јужног дела такмичили против морнара или су играли у куповима као што је Липтон куп. 
Такмичење је организовао Сер Томас Липтон, свету познат по бренду Lipton Tea.
У финалима су се често сусретале ове две екипе Палермо и Напуљ, али су Мессина Пелоро и ФК Интернационале Наполи биле у врху такмичења.

## Победници
| Година | Победник | Финалист              | Резултат |
| 1909   | Напуљ    | Палермо               | 4:2      |
| 1910   | Палермо  | Напуљ                 | 4:1      |
| 1911   | Напуљ    | Палермо               | 2:1      |
| 1912   | Палермо  | Напуљ                 | 6:0      |
| 1913   | Палермо  | Интернационале Наполи | 5:0      |
| 1914   | Палермо  | Напуљ                 | 2:1      |
| 1915   | Палермо  | Интернационале Наполи | 2:1      |